# Список володарів Північної Юань
Список володарів Північної Юань — перелік великих каганів (згодом ханів) держави Північна Юань (Великий Монгольський улус), що утворилася в результаті занепаду імперії Велика Юань у 1368 році. Представники різних родів Толуїдів, молодшої гілки Чингізидів, обіймали трон цієї держави. У 1635 році припинило своє існування, розпавшись на 4 володіння (були найбільшими, не рахуючи численні дрібні).

## Кагани

### Рід Хубілаїдів
- Тоґон-Темур (1368—1370)
- Білігту-хан (1370—1378)
- Тогус-Темур (1378—1388)

### РідАриг-бугидів
- Дзорігту-хан (1388—1391)
- Енке-хан (1391-1394)

### Рід Хубілаїдів
- Нігулесугчі-хан (1394—1399)
- Гун Темур-хан (1399—1402)?

### Династія Ойратів-торгутів або Угедея
- Оруг Темур-хан (1402—1408)

### Рід Хубілаїдів
- Олдз Темур-хан (1408—1412)

### РідАриг-бугидів
- Делбег-хан (1412—1415)
- Ойрадай-хан (1415—1425)

### Рід Джочи-Хасар або Угедея
- Адай-хан (1425—1438)

### Рід Хубілаїдів
- Тайсун-хан (1433—1452)
- Агбарджін-джінон (1453)

### Рід Чорос
- Есен-тайши  (1453—1454)

### Рід Хубілаїдів
- Махагургіс-хан (1454—1465)
- Молон-хан (1465—1466)
- Мандуул-хан (1475—1479)
- Даян-хан (1479—1516)
- Барсболод-джінон —(1516)
- Боді-Алаг-хан (1516—1547)
- Дарайсун-Годен-хан (1547—1557
- Тумен-Дзасагту-хан (1557—1592)
- Буян-Сечен-хан (1592—1603)
- Лігден-хан (1604—1634)
- Еджей-хан (1634—1635)